# ダニエーレ・ラット
ダニエーレ・ラット（Daniele Ratto、1989年10月5日 - ）は、イタリア、モンカリエーリ出身の自転車競技（ロードレース）選手。

## 来歴
2006年
- ジロ・デッラ・ルニジャーナ ジュニア部門総合優勝
- ツール・デュ・ペイ・ド・ヴォー ジュニア部門総合優勝

2007年
- ジュニア世界選手権自転車競技大会・個人ロードレース 2位

2008年
- ピッコーロ・ジロ・ディ・ロンバルディア 優勝

2010年
- グラン・プレミオ・インドゥストリア・エ・アルティジャナート 優勝

2013年
- ブエルタ・ア・エスパーニャ
  - 第14ステージ 優勝